# Alvania microglypta
Alvania microglypta is een slakkensoort uit de familie van de Rissoidae. De wetenschappelijke naam van de soort is voor het eerst geldig gepubliceerd in 1943 door Haas.